# パワーレンジャー・ミスティックフォース
『パワーレンジャー・ミスティックフォース』（Power Rangers Mystic Force）は、アメリカ合衆国の特撮テレビドラマ。日本の特撮テレビドラマシリーズ「スーパー戦隊シリーズ」の英語版ローカライズ作品「パワーレンジャーシリーズ」の第14シーズンであり、第12作目である。本作品は『魔法戦隊マジレンジャー』がベースとなっている。
2006年2月20日から同年11月13日までトゥーン・ディズニー内のジェティックスにて放送された。ABC放送内のABC kidsでも放送された。全32話。略称は「MF」。

## ストーリー
別次元にある魔法世界に闇の勢力が現れ、その世界を支配した。そして彼らは、人間世界の支配も企む。そこに、正義の魔術師が現れ、闇の者たちを封印することに成功した。20年後、闇の勢力は復活し、人間世界に魔の手を伸ばす。正義の女魔術師ウドナは、5人の若者を闇の勢力と戦った魔法使いの後継者として選び出し、パワーレンジャーとした。

## 概要
本作から1シーズンの話数が32話に変更された。これは本シリーズはアメリカ資本のため、アメリカドルで予算が組まれるが、NZドルの為替レートが値上がりした影響で制作費が不足したことが原因のひとつとされる。原作では50話程度で行われるストーリーを32話分にアレンジしてさらにオリジナルの要素も出さねばならぬため、毎回がイベント回のような構成になっている。
『パワーレンジャー・ニンジャストーム』と同様、パワーレンジャーでは恒例の共演が行われなかった。ミスティック・マザー（初代パワーレンジャーと闘ったリタ）やピギー（『S.P.D.』）が登場するなど、これまでのシリーズとの設定的な繋がりは存在する。

## 登場人物

### パワーレンジャー・ミスティックフォース
通称：ミスティックレンジャー。原作とは違い、レッドレンジャーとホワイトレンジャーとウルフ・ウォーリアー（家族）、ブルーレンジャーとピンクレンジャー（姉妹）を除き兄妹や家族ではなく選ばれし者。普段は5人はレコード店「ロック・ポリアム」で働いている。
中盤で初期メンバー5人は原作同様にレジェンドウォリアー（レジェンドマジレンジャー）への変身能力を得る。
ニック・ラッセル/ボーエン/レッドレンジャー（マジレッド）
熱血漢のリーダー。愛車はホンダ・スティード600。赤ん坊の頃に実の親と生き別れた後、養父母に育てられるが、養父母が国外で暮らすようになってからは、いとこ→おじ→姉の家に世話になっていき、祖父の元を尋ねに行く途中にブライアーウッドに立ち寄り、そこでパワーレンジャーとなる。戦いの最中、ウドナとリーンボウの生き別れになった息子「ボーエン」であることが判明。実の両親との再会を喜びながらも、それにより弱音を吐く事も多くなったが、仲間たちの支えで乗り越えていった。マスターに取り憑かれた際にはブライアーウッドの森を襲い、かつての父と同じコーラッグの姿にも変えられてしまうが、リーンボウの愛により元に戻れた。マスターを倒した後、両親と一緒に旅に出ることにし、その第一歩として育ての親に会いに行った。
レッドドラゴンファイヤーレンジャー
レッドレンジャーがドラゴンのファイヤーハートと融合した日本版にはないオリジナルの強化装備。
チャーリー"チップ"ソーン/イエローレンジャー（マジイエロー）
子供っぽく意地張りな性格。ヒーロー好きでもある。ダガロンとの交流でナイトを志すようになる。
マディソン・ロッカ/ブルーレンジャー（マジブルー）
ヴィダの妹。しっかり者の人情家。ニックと恋仲になる。
ヴィダ・ロッカ/ピンクレンジャー（マジピンク）
マディソンの姉。男勝りな性格。ロック・ポリアムではDJも営む。当初はピンク色が苦手だったが、最終決戦後は自身の髪をピンクに染めるようになった。愛車はインターナショナル・ハーベスター・スカウト。
ザンダー・ブライ/グリーンレンジャー（マジグリーン）
陽気な性格のサブリーダー。外国から来たころは様々な問題からいじめにも遭っていた。
次回作であるパワーレンジャー・オペレーション・オーバードライブでは、歴代レンジャーと共にOODレンジャーたちの危機に駆けつけた。
ミスティックマッスル（マジグリーンマッスル）
魔法の世界シャリファーでの試練を乗り越えたザンダーが習得した魔法でグリーンレンジャーが強化変身した姿。
ウドナ/ホワイトレンジャー（マジマザー）
ミスティックフォースを結成した天才女魔術師。コーラッグに愛用のマジスタッフを奪われて変身能力を失い、以後はパワーレンジャーのバックアップに回る。ニックの実の母親だが、ニックが赤ん坊のころに生き別れていたために彼が息子だとは気付いていなかった。闇の呪文を使ったことで魔法を使えなくなった後、コーラッグから元に戻ったリーンボウを探すための旅に出て、その最中にマジスタッフを取り戻したことで魔法も変身も可能となった。
ダガロン/ソラリスナイト（マジシャイン）
魔術によりカエルに姿を変えられていた太古の戦士。若きパワーレンジャーを指導する。
リーンボウ/ウルフ・ウォーリアー（ウルザードファイヤー）
ウドナの夫で、ニックの父親。邪悪な力に操られてコーラッグにされていたが、マスターの魔力に苦しむパワーレンジャーの姿を見てコーラッグから元の姿に戻り、パワーレンジャーを助けた後、マスターを倒してその魂を体内に封印する。その後はマスターの魂の影響でコーラッグの姿のままでパワーレンジャーを助けるようになるが、マスターの魂を取り出されてリーンボウに戻る。そして、新たにウルフ・ウォーリアーに変身してパワーレンジャーと共に戦った。

### 仲間たち
ミスティック・マザー（マジエル）
善の魔術師の長。かつての悪の魔女。リタ・レパルサを参照。
クレア
ウドナの姪で弟子。失敗ばかりしているが、決して諦めない性格。実は、母のニエラから魔界と地上世界を繋ぐ扉を開く門番『ゲートキーパー』としての資質を受け継いでいた。そのため、モーティコンが地上に現れるのに利用されてしまう。そして、扉を閉じるため、門番の力を使い切ってしまう。ウドナが魔法を使えなくなった際はリーンボウ捜索の旅に同行し、彼女の代わりに魔法を補う。最終決戦ではミスティック・マザーに一人前と認められる。原作におけるルナジェルにあたる人物。
トビー・スラムブルーク
ロック・ポリアムの店長。ニックたちがパワーレンジャーであることを知らないため、彼らがサボりがちなことに頭を痛めている。ニックたちからパワーレンジャーであることを知らされるが、一度目は信用せず、二度目も信用しなかったが、彼らの変身を直接見たことで本当だったことを知る。
フィニアス
トロールとゴブリンのハーフのトロブリン。人懐っこい性格。ウドナとリーンボウの夫妻とは旧知の仲で2人の子供のボーエンを預けられるが、戦火から守るために人間界に落とした。ロック・ポリアムで働き始めるも、その容姿から客が寄り付かなくなり、トビーから解雇を言い渡されるが、そのことから森の仲間たちに人間との共存を訴え、トビーも同じことをしたことから、町と森は共存を始め、最終決戦において全員でパワーレンジャーに力を与えた。リーリーと恋仲になる。
ジェンジー（スモーキー）
ダガロンに仕える猫型の魔神。過去に呪われた秘宝を盗もうとし、呪いを受けたところを彼に救われるが、呪いによってダガロンのランプの外に一定時間出た状態でいると消滅してしまうようになる。
リーリー・アイパンバ
ネクロライの娘。ロック・ポリアムを何度か訪れるも、自己中心的な性格が災いして、ニックたちとの仲はよろしくなかった。悪事に加担するのが嫌になり、ロック・ポリアムで働き始める。ニックたちとは互いの正体を知りながらも、自身は彼らと歩み寄ろうとするが、これまでのことから拒絶されてしまう。しかし、ウドナを救うために尽力したことが元で彼らとようやく本当の友人になることができた。ウドナ救出の際にフィニアスと知り合い、恋仲となる。原作におけるナイとメアにあたる人物。
アイパンバはバンパイアの逆読み。原語版におけるファミリーネームはPimvareであり、バンパイアのアナグラムとなっている。
スノープリンス（スノウジェル）
魔法使いたちを育ててきた善の魔術師。原典では女性だが、本作品では男性となっている。

### 敵
かつての戦い『魔法大戦』で下界（Under world）に封じられた闇の勢力。
マスター（ン・マ）
悪の軍団の支配者。部下からは神として信仰されている。かつての戦いの最後にリーンボウによって封印されたが、彼を邪悪な力でコーラッグに変えて支配した。自分の体の一部を部下に与えている。中盤でリーンボウによって一度は倒され、彼の体内に魂を封印されるが、終盤でスキュルピンの力でコーラッグの体から魂を取り出され、マトゥーンボの肉体を乗っ取って蘇り、魔法世界を襲撃・壊滅させて地上世界に姿を現し、レンジャーたちを圧倒するが、最終的には倒された。
コーラッグ/ナイトウルフ（魔導騎士ウルザード）
悪の戦士。マスターの右目を盾として使う。誇りを重視しており、それゆえに他の仲間とは仲が悪い。モーティコン亡き後は彼が使っていたマスターの牙を受け継ぐ。その正体はマスターの魔力で姿を変えられてしまったリーンボウ。体内のマスターの魔力に苦しむパワーレンジャーとウドナの姿を見たことにより、元のリーンボウに戻る。
モーティコン（凱力大将ブランケン）
軍団の指揮官。フランケンシュタインの怪物に似た姿をしている。マスターの牙を与えられ、それを剣として使用している。怪力の持ち主で性格は短気、コーラッグとネクロライのことを信頼していない。魔界の扉が開かないため、魔界から通常世界に出ることが出来なかったが、後に開放され、パワーレンジャーと戦って倒された。
インペリアス/カリンドア （メーミィ/ライジェル）
リーンボウの弟子であったが、悪の道に走り、ダガロンと相打ちになってミイラの姿で封印された。19年後にネクロライに発見され、マスターの力によりモーティコンの後任として復活し、マスターの爪を与えられた。そして、カリンドアの姿で悪の道に走ったことを知らないウドナとパワーレンジャーの前に現れ、協力すると偽ってウドナを安心させ、毒殺しようとする。だが、彼の正体を知ったクレアにより妨害されて失敗した。凄まじい魔力を持ち、ミスティックタイタンメガゾードをはるかに上回る大きさに巨大化出来る。最期はダガロンと一対一で戦い敗北、灰化して死亡した。吹替版ではインペリアスの姿の時は原作同様にオカマ口調で喋り、変身に伴い口調も変わる。
ニッキ・アイパンバ/ネクロライ（バンキュリア）
マスターの復活を画策する吸血鬼の女王。死者を復活させる力を持つ。インペリアスとマスターが倒された後、テン・テラーズと行動を共にするようになる。スキュルピンに殺されたイタッシスを蘇らせ、彼女と共にマスターを裏切る。そして、マスターによって命を絶たれたリーンボウ、ジェンジ、ダガロンを蘇らせたことで力を使い果たし、人間になった。最終決戦後、トビーと仲良くなる。原作と違い分身はしない。
スティックソイド（ハイゾビル）
ヒディアックスの指揮官であるアンデッドたち。
ヒディアックス（ゾビル）
アンデッドの戦闘員。

#### テン・テラーズ（冥府十神）
巨大な魔界の神たち。モノリスによって選ばれた者が行動することを許される。ルールに厳しく定められたルールを破れば死を以て償うこととなる。その目的はマスターを復活させること。
マグマ（イフリート）
テン・テラーズ第1の使者。炎を操る。パワーレンジャーに駆け引きを申し出、ラジオ塔に火を灯し、火が消えるまでパワーレンジャーが生き残っていたら自分の敗北を認めると宣言する。圧倒的な力でパワーレンジャーを追い詰めるものの、戦っている最中に塔の火が消えてしまい、スキュルピンに殺された。
オキュロス（サイクロプス）
テン・テラーズ第2の使者。ライフルが武器で射撃の名手。そのライフルから放たれる弾は当たったものを消してしまう効果を持つ。光を発するところに入り込むことが出来、その能力を使って巧みに移動しながらパワーレンジャーたちを狙撃する。ニックを狙い、「ニックが犠牲になるなら他の仲間は助ける」と申し出るが、彼らに拒否されたので、次はニック以外のパワーレンジャーを消し去り、彼を追い詰めるが、レッドドラゴンファイヤーレンジャーとなったニックによって倒された。
サーペンティーナ（ゴーゴン）
テン・テラーズ第3の使者。巨大な盾が武器。マスターの復活には興味を持っていない。ヘッカトイドを利用して、ニックとヴィダを変身できないようにして自分に有利な状況を作り、ニックとヴィダを除いたレンジャーたちを襲って飲み込んでしまう。だが、ヘッカトイドを利用していたことがイタッシスにばれてしまい、イタッシスによってニックとヴィダを元に戻されてしまった。そして、変身した2人の攻撃を受けたことにより飲み込んだ4人を吐き出す。本来の大きさに戻ってメガゾードと戦うが倒された。
メガホーン（ドレイク）
テン・テラーズ第4の使者。好戦的な性格をしている。非常に硬い鎧で身を包み、いかなる攻撃も通用しない。だが、首の後ろには鎧を着けておらず、そこをダガロンに攻撃されて元の大きさに戻ってメガゾードと戦うが、やはり首の後ろを攻撃されて倒された。
ヘッカトイド（トード）
テン・テラーズ第5の使者。武器はトランペットになるハンマー。食欲が旺盛で彼の部屋にはテーブル一杯のお菓子が置かれている。体のイボに含まれる毒が武器。舌を自在に操って戦う。蛙に似た姿をしているためかサーペンディナが苦手で、サーペンティーナが行動を開始する前に彼女に焚き付けられ、一度パワーレンジャーの前に姿を現し、ニックとヴィダを変身できないようにしてしまう。そして、メガホーンが倒れた後にモノリスによって選ばれて行動を開始する。魔界蛙の卵で空を覆い、そこから生まれた蛙で地上を埋め尽くそうと企む。ウドナを捕食目的で拉致し、パワーレンジャーを自分のテリトリーにおびき寄せて倒そうとするが失敗。変身能力を取り戻したウドナとパワーレンジャーによって倒された。
マトゥーンボー（ティターン）
テン・テラーズ第6の使者。強力な肉体と防御力を持っている。車に轢かれそうになった子供を助けるなど、優しい心の持ち主である。そして、ヴィダと友人になり、破壊活動を止めるが、その矢先マスターの新しい肉体に選ばれてしまう。マスターに肉体を捧げるのを拒み、マスターの魂を宿したまま永遠の眠りに就こうとするが、スキュルピンに攻撃されてダメージを受けたことによりマスターに肉体を乗っ取られて死亡するが、最終話でマスターが倒されたことで復活を果たし、ヴィダと共にDJを務める。
ゲッコー（ワイバーン）
テン・テラーズの1人。飛行能力と素早い動きを駆使してパワーレンジャーを追い詰めるが、ウルフ・ウォーリアーとなったリーンボウに倒された。
イタッシス（スフィンクス）
テン・テラーズの1人。穏やかで知的な女性戦士で、左腕に装着する手甲が武器。不正を許さない性格。レンジャーたちの発言に心を撃たれ改心する。
ブラックランス（スレイプニル）
テン・テラーズの1人。騎士に似た外見で、槍が武器。最後はニックと対決して倒された。
スカルピン（ダゴン）
テン・テラーズのリーダー。半魚人に似た姿をしており、矛が武器。イタッシスの裏切りで倒された。

## アイテム
ミスティックモーファー（マージフォン）
魔法の杖を、ウドナの魔法で変化させた携帯電話型変身アイテム。
変身のほかに魔法の杖としても使用可能。
『マジレンジャー』のそれとは異なる独自の呪文を駆使する。
原作では変身コードが106だが、本作品では123と入力する。しかし、強化変身の際は、原作同様1006である。
マジスタッフ（マジスティック）
武器にも変わる、変身後の魔法の杖。
ホワイトレンジャー（ウドナ）のものはスノースタッフとも呼ばれ、彼女の変身能力の要でもある。
マジスタッフソードモード（マジスティックソード）
レッドレンジャーの専用長剣。
マジスタッフクロスボウモード（マジスティックボウガン）
イエローレンジャーの専用ボウガン。
マジスタッフ（マジスティック）
ブルーとピンクレンジャーの専用杖。
マジスタッフアックスモード（マジスティックアックス）
グリーンレンジャーの専用巨大斧。
ミスティックファイター（マジパンチ）
ミスティックフォースのグローブ。
ダークネスモーファー（ウーザフォン）
ナイトウルフの携帯電話型変身アイテム。
ウルフセイバー&ダークネスシールド（ウルサーベル&ジャガンシールド）
ナイトウルフの剣と盾。
ソラリスセルモーファー（グリップフォン）
ソラリスナイトのグリップ携帯電話型変身アイテム。
レーザーランプ（マジランプ）
ソラリスナイトのランプ型の武器。
シルバーミスティックモーファー（シルバーマージフォン）
玩具のみ。
ライオンスタッフ（ダイヤルロッド）
レジェンドミスティックレンジャーの専用杖。
フィアースドラゴンモーファー
レッドレンジャーがレッドドラゴンファイヤーレンジャーになる際に操作するモーファー。
赤いソラリスセルモーファー（グリップフォン）のような形をしている。
フィアースドラゴンバトルスタッフ
レッドドラゴンファイヤーレンジャーの武器である、ドラゴンの意匠が入った2本の棒。

## メカニック
ミスティックタイタン（マジマジン）
ミスティックフェニックス（マジフェニックス）
ミスティックガルーダ（マジガルーダ）
ミスティックマーメイド（マジマーメイド）
ミスティックスプライト（マジフェアリー）
ミスティックミノタウロス（マジタウロス）
ドラゴンモード（マジドラゴン）
タイタンメガゾード（マジキング）
玩具では日本版と比べて大幅に塗装が省略されている。
カタストロス（魔導馬バリキオン）
ナイトウルフ・ケンタウロスモード（ウルケンタウロス）
劇中呼称はケンタウロスメガゾード。
ウルフキングメガゾード（ウルカイザー）
劇中呼称はケンタウロスウルフメガゾード。
ケンタウロスフェニックスゾード（ファイヤーカイザー）
ミスティック・ユニコーン（一角聖馬ユニゴルオン）
ユニコーンメガゾード（セイントカイザー）
ソーラーストリークトレイン（トラベリオンエクスプレス）
ソーラーストリークメガゾード（トラベリオン）
レジェンダリィ・フェニックス・ゾード（マジファイヤーバード）
レジェンダリィ・ライオン・ゾード（マジライオン）
マンティコアメガゾード（マジレジェンド）
玩具では一部分の彩色が省略。
ミスティックライダー（スカイホーキー）
フレイムサイクル
ミスティックライダーが変形するオートバイ。ベースはKTM・400EXCレーシング。
ミスティックトラッカー
四輪バギー。

## キャスト

### レギュラー・準レギュラー
- ニック / レッドレンジャー：フィラス・ディラニ（日本語吹替 - 櫻井孝宏）
- ヴィダ / ピンクレンジャー：アンジー・ディアス（渡辺明乃）
- ザンダー / グリーンレンジャー：リチャード・ブランカティサーノ（岡野浩介）
- マディソン / ブルーレンジャー：メラニー・バジェホ（戸松遥）
- チップ / イエローレンジャー：ニック・サンプスン（岡本信彦）
- ウドナ：ペータ・ラッター（唐沢潤）
- クレア、ニエッラ：アントニア・プレブル（高垣彩陽）
- トビー・スラムブルーク：バーニー・ダンカン（岩崎征実）
- ダガロン：ジョン・チュイ（稲田徹）
- リーンボウ：クリス・グレアム（増谷康紀）
- コーラッグ：ジェフ・ドラン（増谷康紀）
- フィニアス：ケルソン・ヘンダーソン（岡哲也）
- リーリー・アイパンバ：ホリー・シャナハン（合田絵利）
- ジェンジー：オリバー・ドライバー（岩崎征実）
- スノープリンス：パオ・ロトンド（伊藤陽佑）
- マスター：ジョン・ノブル
- モーティコン：アンドリュー・ロバート（岩崎征実）
- インペリアス：スチュアート・デヴァニー（伊丸岡篤）
- ネクロライ：ドノフ・リーズ（宮寺智子）
- スカルピン：ペーター・ドーブ（鈴森勘司）
- サーペンティーナ：サリー・ストックウェル（園崎未恵）
- ゲッコー：マーク・ファガーソン（岡野浩介）
- ヘッカトイド：チャーリー・マクダーモット（岡哲也）
- オキュロス：アンドリュー・ラング（岩崎征実）
- マグマ：グレッグ・スミス（稲田徹）
- マトゥーンボー：キャメロン・ローズ（伊藤陽佑）
- イタシス：ジェセフィン・デイヴィソン（仲村かおり）
- ブラックランス：デレク・ジャッジ（山本兼平）
- メガホーン：ダラス・バーネット（岡哲也）
- スティックソイド - ニック・ケンプレン、ジム・マクラーティ（板取政明）
- オープニングナレーション - 日本語版のみ（橋本淳）

### ゲスト出演者
- ジェイク・ボーンブレイカー(7) - ジョージ・ポート
- フライ（フライトラップ人間態）（8・9） - オーティス・フリーゼル（山本兼平）
- カリンドア（14、22[8]） - ウィル・ホール
- ピギー(17) - バーニー・ダンカン（大畑伸太郎）
- ゴースト・ウォーリアー(19) - グレン・レヴィ
- 赤い裁判官の声（19・20） - マイケル・モリッシー
- 黒い裁判官の声（19・20） - スチュアート・デヴァニー
- 白い裁判官の声（19・20） - エリザベス・マクレー（平ますみ）
- ミスティック・マザー（31、32） - 曽我町子[9] / 声 - スーザン・ブラディ（沢田敏子）
- ニッキ・アイパンバ(32) - ブリジッド・アベルジュ

### スーツアクター・スタント
- レッドレンジャー[4]、グリーンレンジャー[10] - 本間崇寛
- レッドレンジャー[11] - 矢島一憲
- レッドレンジャー[12]（バイクスタント）- クレイグ・ステファンズ
- グリーンレンジャー[4][10]、ソラリス・ナイト[4]、コーラッグ[13] - 岩上弘数
- グリーンレンジャー[14]（変身前のスタントも担当）、ソラリス・ナイト[15]、ライト・ナイトウルフ[16] - 荒川真
- ブルーレンジャー[17] 、ホワイトレンジャー- こしげなみへい
- ブルーレンジャー[18]（変身前のスタントも担当[18]） - 花田奈美
- イエローレンジャー[19]（変身前のスタントも担当[20]） - 南博男
- ピンクレンジャー[4]、ホワイトレンジャー[4] - 山下純
- ブルーレンジャー、ホワイトレンジャー、ヒディアックス-杉原 明
- ソラリス・ナイト[21] -  谷村祐司

## 主題歌
「Power Rangers Mystic Force」
作詞・作曲 - マルコ・マリナンジェリ、チャカ・ブラックモン/歌 - チャカ・ブラックモン

## スタッフ
- 製作総指揮：坂本浩一、ブルース・カリッシュ
- プロデューサー：サリー・キャンベル
- ストーリーエディター：ジャッキー・マーチャンド
- 撮影：サイモン・リエラ
- 音楽：ブルース・リンチ
- セカンドユニット監督：野口彰宏
- セカンドユニット撮影監督：ポール・サミュエルズ
- スタント・コーディネーター：マーク・ハリス
- アートディレクター：ジェフ・エルス
- キャスティング：クリスティーナ・アッシャー（NZ担当）、グレッグ・アプス（豪州担当）、アニタ・コーラン
- 原作：八手三郎
- 制作：ルネサンス・アトランティック・エンターテイメント、東映、レンジャー・プロダクションズ、JETIX
- 製作著作：BVSエンターテイメント、BVSインターナショナル

### 日本語版制作スタッフ
- プロデュース - 塚田英明
- 音響監督 - みさわあやこ
- 翻訳 - 種市譲二、浅野倫子
- 録音調整 - 錦織真里
- キャスティング - 小浜匠、森佳津樹
- 制作 - 志田直之、青柳夕子
- 監修 - 坂本浩一
- 制作 - 東映

## 各話リスト
| 話数 | サブタイトル              | サブタイトル              | 登場モンスター | 監督                     | 脚本                     |
| 話数 | 邦題                      | 原題                      | 登場モンスター | 監督                     | 脚本                     |
| ---- | ------------------------- | ------------------------- | --- | ------------------------ | ------------------------ |
| 1    | 解かれた封印 （前編）     | Broken Spell, Part I      | ― | ジョン・リアング         | ブルース・カリッシュ     |
| 2    | 解かれた封印 （後編）     | Broken Spell, Part II     | ― | ジョン・リアング         | ジャッキー・マーチャンド |
| 3    | 呪文をつかめ              | Code Busters              | ミュコール（冥獣ブロブ） （声 - ジョン・カレン） ヒドラワーム（冥獣ワーム） | ジョン・リアング         | ジャッキー・マーチャンド |
| 4    | 石にされたマディソン      | Rock Solid                | クロウブスター（冥獣コカトリス） （声 - ブルース・ホプキンズ / 吹替 - 山本兼平） | チャーリー・ハスケル     | ジャッキー・マーチャンド |
| 5    | ささやく声                | Whispering Voices         | ― | チャーリー・ハスケル     | ジョン・テリジェン       |
| 6    | 伝説のカタストロス        | Legendary Catastros       | 冥獣ストーントロル | チャーリー・ハスケル     | ジョン・テリジェン       |
| 7    | ファイヤーハート          | Fire Heart                | タクシー・キャブ・モンスター（冥獣ミミック） （声 - デレク・ジャッジ） | マーク・ビーズレー       | デヴィッド・ガーバー     |
| 8    | ヴァンパイアの夜 （前編） | Stranger Within , Part I  | フライトラップ（冥獣リーチ） （声 - ロス・ギルヴェン） | マーク・ビーズレー       | ブルース・カリッシュ     |
| 9    | ヴァンパイアの夜 （後編） | Stranger Within , Part II | ― | マーク・ビーズレー       | ブルース・カリッシュ     |
| 10   | ザンダー、木になる        | Petrified Xander          | ボニー（冥獣グール） スカリントン（冥獣スケルトン） （声 - キャンベル・クール / 吹替 - 山本兼平） | アンドレ・メリフィールド | ジョン・テリジェン       |
| 11   | ゲートキーパー （前編）   | The Gatekeeper, Part I    | ― | アンドレ・メリフィールド | ジャッキー・マーチャンド |
| 12   | ゲートキーパー （後編）   | The Gatekeeper, Part II   | モーティコン ガーゴイル・オブ・ザ・ゲイツ（冥獣ガーゴイル） | アンドレ・メリフィールド | ジャッキー・マーチャンド |
| 13   | 魔法猫ジェンジー          | Scaredy Cat               | ― | チャーリー・ハスケル     | ブルース・カリッシュ     |
| 14   | 太陽の戦士ソラリスナイト  | Long Ago                  | ジェスター（冥獣人グレムリン ガリム） （声 - グレッグ・ワールド） | チャーリー・ハスケル     | ジョン・テリジェン       |
| 15   | 魔法の授業                | Inner Strength            | ビヒモス（冥獣人ベヒモス ベルダン） （声 - パトリック・ケイク / 吹替 - 山内健嗣） | チャーリー・ハスケル     | マット・ホーキンズ       |
| 16   | ナイトとして              | Soul Specter              | スパイデック（冥獣スパイダー） （声 - ミレン・ベアード） ナトゥー（冥獣人インキュバス ベルビレジ） （声 - カーリー・ブラッド） | チャーリー・ハスケル     | ジャッキー・マーチャンド |
| 17   | 家出ニャー                | Ranger Down               | スクリーマー（冥獣人ハーピー ピーウィー） （声 - ロリー・ダンジー） | ジョナサン・ブラフ       | ジョン・テリジェン       |
| 18   | 闇の願い （前編）         | Dark Wish, Part I         | ウォーマックス（冥獣人サムライ シチジューロー） （声 - マーク・ライト / 吹替 - 大畑伸太郎） シュリーカー（冥獣人セイレーン ネリエス） （声 - スーザン・ブラディ） 50・ビロウ（冥獣人イエティ ズィー） （声 - ホール・ミニフィ / 吹替 - 山本兼平） ファイトー（冥獣人コボルト ブルラテス） （声 - ジェイソン・ホイト / 吹替 - 岡哲也） | マーク・ビーズレー       | ジョン・テリジェン       |
| 19   | 闇の願い （中編）         | Dark Wish, Part II        | 50・ビロウ ファイトー | マーク・ビーズレー       | ブルース・カリッシュ     |
| 20   | 闇の願い （後編）         | Dark Wish, Part III       | 50・ビロウ ファイトー ウルシス（冥機ゴーレム） | マーク・ビーズレー       | ジャッキー・マーチャンド |
| 21   | 被告コーラッグ            | Koragg's Trial            | ― | ジョナサン・ブラフ       | ジョン・テリジェン       |
| 22   | 親子の絆 （前編）         | Heir Apparent, Part I     | キメラ（合体冥獣人キマイラ） （声 - アダム・ガードナー、ローレン・ジャクソン、オスカー・バート＝シアラー） | ジョナサン・ブラフ       | ジャッキー・マーチャンド |
| 23   | 親子の絆 （後編）         | Heir Apparent, Part II    | マスター インペリアス | ジョナサン・ブラフ       | ジャッキー・マーチャンド |
| 24   | 十大邪神テンテラー        | The Light                 | マグマ | アンドレ・メリフィールド | ブルース・カリッシュ     |
| 25   | 狙い撃ち                  | The Hunter                | オキュロス | アンドレ・メリフィールド | ジョン・テリジェン       |
| 26   | 蛇女の庭                  | Hard Heads                | サーペンティーナ | アンドレ・メリフィールド | マット・ホーキンズ       |
| 27   | スノープリンス            | The Snow Prince           | メガホーン ブラック・ランス | アンドレ・メリフィールド | ジャッキー・マーチャンド |
| 28   | ウドナを救え （前編）     | Light Source, Part I      | ヘッカトイド | チャーリー・ハスケル     | ジョン・テリジェン       |
| 29   | ウドナを救え （後編）     | Light Source, Part II     | ヘッカトイド | チャーリー・ハスケル     | ジョン・テリジェン       |
| 30   | 復活                      | The Return                | ゲッコー マトゥーンボ | チャーリー・ハスケル     | ブルース・カリッシュ     |
| 31   | 決戦 （前編）             | Mystic Fate, Part I       | マスター | マーク・ビーズレー       | ジャッキー・マーチャンド |
| 32   | 決戦 （後編）             | Mystic Fate, Part II      | マスター | マーク・ビーズレー       | ブルース・カリッシュ     |

## 映像ソフト化

### アメリカ合衆国
特記のないものを除き、発売元はブエナビスタ・ホームエンターテイメント。
Power Rangers Mystic Force Broken Spell Volume 1 (DVD)
第1話から第3話まで収録。映像特典として『パワーレンジャー・S.P.D.』第31話「歴史」が収録。2006年6月6日発売。
Power Rangers Mystic Force Dark Wish - Blockbust(DVD)
第18話から第20話までを編集して収録。2006年9月26日発売。映像特典として『イン・ヤン・ヨー!』の第11話が収録。
Power Rangers Mystic Force 2 Legendary Catastros Volume 2 (DVD)
第6・11・12話を収録。映像特典として第5話が収録。2006年11月28日発売。
Power Rangers Mystic Force Volume 3 Fire Heart(DVD)
第7・10・13話を収録。映像特典として第17話が収録。2006年11月28日発売。
Power Rangers Seasons 13-17(DVD)
『S.P.D.』から『RPM』まで収録したDVDセット。2014年4月1日発売。発売元はシャウト・ファクトリー!。
Power Rangers Mystic Force The Complete Series(DVD)
全話収録。2017年5月23日発売。発売元はシャウト・ファクトリー!。

### 日本
発売元は全て東映ビデオ。
ヒーロークラブ POWER RANGERS MYSTIC FORCE 誕生! ミスティックフォース (DVD)
第1・2話のダイジェスト版。櫻井孝宏がナレーションを勤める。2012年8月10日発売。
POWER RANGERS MYSTIC FORCE DVD - BOX1
第1話から第16話まで収録。2012年11月21日発売。2017年5月10日に廉価版が発売。
POWER RANGERS MYSTIC FORCE DVD - BOX2
第17話から第32話まで収録。2013年1月21日発売。2017年5月10日に廉価版が発売。

## 国際展開
イギリスでは、2007年から玩具展開が行われ、好評を得たとされる。
インドではトゥーン・ディズニー内のジェティックスで放送。
日本では2012年に「パワーレンジャー日本語吹替版プロジェクト」第2弾として日本語吹替版を制作。東映チャンネルにて2012年7月8日と7月29日に第1・2話の先行放送が行われた後、本放送は同年8月7日から開始された。2023年6月26日から10月9日まで「東映特撮YouTube Official」で本作を毎週2話ずつ期間限定で配信された。

## トピックス
2006年12月、ノースカロライナ州で、4歳の子供がミスティックフォースレッドレンジャーのパジャマ（変身なりきりスーツ）を着て強盗を追い払ったというエピソードが話題になった。